# Around & Around
Around & Around è un brano musicale del musicista statunitense Chuck Berry, pubblicato per la prima volta nel 1958 sul lato B del singolo Johnny B. Goode/Around & Around dalla Chess Records.

## Altre interpretazioni

### Rolling Stones
The Rolling Stones inserirono una propria versione nell'EP Five by Five e nell'album 12 x 5 nel 1964, in entrambi i casi con la grafia Around and Around. Nell'ottobre di quell'anno la suonarono durante la loro prima apparizione al programma televisivo della CBS The Ed Sullivan Show. Sempre nel 1964, aprirono con il brano la loro esibizione in The T.A.M.I. Show. Fu inserita anche nell'album dal vivo Love You Live del 1977.

### David Bowie
David Bowie incise il brano nel 1971 con il titolo Round and Round per The Rise and Fall of Ziggy Stardust and the Spiders from Mars, ma in seguito non fu inserito nell'album e venne sostituito da Starman. Fu invece pubblicato nel 1973 come lato B del singolo Drive-In Saturday. Il cantante lo inserì raramente nei suoi concerti. Apparve nelle raccolte  Bowie Rare del 1983 e Sound + Vision del 1989. Nel 2002 fu pubblicato nell'edizione per il 30º anniversario di The Rise and Fall of Ziggy Stardust and the Spiders from Mars.

### Grateful Dead
Suonata per la prima volta nel novembre 1970, Around and Around fu uno dei brani preferiti dai Grateful Dead, che la suonarono più di 400 volte nei loro concerti e la inserirono in 19 dei loro album. Comparve anche in altri 9 album di band facenti parti della Grateful Dead family.

### Altri musicisti
Il brano fu interpretato anche dai seguenti musicisti:
- The Swinging Blue Jeans, nell'album del 1964 Blue Jeans a'Swinging
- The Animals e Eric Burdon a partire dal 1964
- Meat Loaf lo inserì nella Rock'n Roll Medley durante il tour del 1989
- 38 Special lo pubblicarono nell'eponimo album di esordio del 1977
- Maureen Tucker lo inserì nell'album di esordio da solista Playin' Possum e in un singolo con Will You Love Me Tomorrow
- The Germs la pubblicarono nell'EP del 1981 What We Do Is Secret e nella raccolta (MIA): The Complete Anthology del 1993.
- Guided By Voices a partire dal 1996
- Waysted lo pubblicarono nell'album del 1985 The Good the Bad the Waysted e da allora l'hanno suonata spesso dal vivo
- Los Piojos dal vivo e in una medley con Blue Suede Shoes intitolata Zapatos de Gamuza Azul inserita nell'album Ritual del 1999.